# イプシロンR
イプシロンRは、1999年5月に山佐が開発・販売したパチスロ機。

## 特徴
- スペック的には一般的なAタイプの機種である。
- これまでの山佐はクランキーコンドルに代表される技術介入機がブームになってもそれに追従することなく、過度の技術介入を許さず万人に平等な機種を発表していた。イプシロンRはそれを打ち破り、当の山佐のみならず当時の斯界の状況を考慮しても屈指といえる、技術介入度が極めて高い機種である。
- 通常時の小役目押しの効果が高く、フリー打ちするよりも平均5ゲームも多く回すことができる。原因は15枚役のダイヤは勿論、メイン小役のベルも中リールで取りこぼしが生じる配列による。また、チェリー（1枚役）はダイヤに挟まれたチェリーを狙うと中段に止まるとリーチ目となっていることから、ボーナス非成立時は必ず上段か下段に停止する制御となり、必ず2枚で取れる。
- ビッグボーナス中のリプレイハズシも効果が高く、約30枚多く獲得できる。
- また設定判別も可能であり、設定ごとの小役減算値と現在の小役の成立状態さえ把握していれば、理論上6段階すべての設定を判別可能であった。
- チャンス予告はヒートやハイブリッドにあった払い出し枚数表示用のセグメントを使って予告が行われる。3パターンあり、基本的に小役に対応している。見極めは困難だがすべてのパターンにおいて全点灯からの予告は鉄板。またBIG成立ゲームの1/60で発生する「音のみ（セグメントは通常通り）」パターンもあった。
- フラグ告知機能も搭載している。告知音と共に上部パネルのバックライトが点灯するとボーナス確定。発売当時はパチスロにおいて最も大きいボーナス確定告知ランプだった。
- リーチ目も多彩である。また、リーチ目だけでなくスベリが起こってもチャンスである。これは左リールの停止位置によってテーブル方式とコントロール方式を切り替えていたことによるが、コントロール方式になる左停止位置においては、ノーフラグ時に完全な最小コントロールとなるため、7と王冠の一直線目といった「豪華な出目」も停止させることができた。この制御は後にタイムクロスで、テーブル制御時のリーチ目を現出させないコントロール制御として発展的に利用されることになる。
- ビッグボーナス絵柄がテンパイした際にスペシャルテンパイ音が鳴るとハズレ無し（小役（取りこぼし含む）orボーナス）。
- この機種はリプレイの次のゲームに限り特定のリール制御を利用する特徴があり、リプレイの次のゲーム限定リーチ目があった（たとえば2リールボーナス絵柄テンパイ型は全てリーチ目）。
- 後に開発者は「ここまで目押し技術で差がつく機種は、もう出すことはない」という旨のコメントを、山佐公式HP掲載（現在は削除済）のインタビューにて残している。
- メインパネルガラス面で、コイン投入口の裏に「TETSUJIN FLASH」の文字が描かれているが、これはこの機種が当初開発されたときのコードネームである。

## ボーナス確率・機械割
| 設定 | BIG       | REG       | 機械割  |
| ---- | --------- | --------- | ------- |
| 1    | 1/292.571 | 1/606.815 | 98.77%  |
| 2    | 1/277.695 | 1/564.966 | 102.44% |
| 3    | 1/264.26  | 1/528.516 | 105.30% |
| 4    | 1/252.062 | 1/496.485 | 108.57% |
| 5    | 1/240.941 | 1/468.114 | 111.84% |
| 6    | 1/240.941 | 1/364.089 | 115.13% |

※  機械割はフル攻略時の理論値